# اولگا گارسیا
اولگا گارسیا (اسپانیایی: Olga García‎؛ زادهٔ ۱ ژوئن ۱۹۹۲) بازیکن فوتبال اهل اسپانیا در پست فوروارد است. از باشگاه‌هایی که در آن بازی کرده می‌توان به باشگاه فوتبال زنان بارسلونا اشاره کرد.
او همچنین عضو تیم ملی فوتبال زنان اسپانیاست.